# Барбат, Луис
Луис Альберто Барбат Удема (исп. Luis Alberto Barbat Hudema родился 17 июня 1968 в Монтевидео) — уругвайский футболист, выступавший на позиции вратаря.

## Карьера
С 1986 по 1991 год играл за аргентинский «Эстудиантес» из Ла-Платы, а затем с 1992 по 1993 — за «Ливерпуль» (Монтевидео). В 1994 году перешёл в «Коло-Коло». Позже стал игроком «Индепендьенте». Самым успешным периодом в карьере Барбата была игра в клубе «Америка Кали». С 2000 по 2002 год он выиграл 3 чемпионата Колумбии.
В 2003 году Барбат вернулся в Уругвай. После выступлений за «Данубио» он перешёл в «Эспаньол». Закончил карьеру в «Хувентуде» из Лас-Пьедраса.
Дебютировал в сборной 30 апреля 1992 года. Играл на Кубке Америки 1991 и 2004 годов.

## Титулы
- Чемпион Колумбии (3): 2000, 2001, Ап. 2002
- Чемпион Уругвая (1): 2004